# Jiang Zi-le
Jiang Zi-le (en chino, 晏紫东; pinyin, Jiǎng Zǐ Lè) (Harbin, Heilongjiang, 31 de octubre de 1995) es un actor chino, principalmente conocido por sus papeles en las series web Love is More Than a Word y Till Death Tear Us Apart. Es representado por Beijing Fengmang Culture Communication Co.

## Biografía
Jiang Zi-le nació el 31 de octubre de 1995 en la ciudad de Harbin, provincia de Heilongjiang. Debutó como actor con un papel principal en la serie web Love is More Than a Word. Al año siguiente, Jiang protagonizó una secuela de la misma, Till Death Tear Us Apart. También ha aparecido en series como Weapon & Soul 2 y Butterfly Lovers. En 2018, obtuvo un papel protagónico en la película Born in Limbo.

## Filmografía

### Series web
| Año  | Título                   | Papel                 | Notas                                              |
| ---- | ------------------------ | --------------------- | -------------------------------------------------- |
| 2016 | Love is More Than a Word | Tao Mo                | Principal                                          |
| 2017 | Till Death Tear Us Apart | Liu Yu-sheng          | Principal                                          |
| 2017 | Weapon & Soul: Season 2  | Bai Tian-luo / Yu Qiu | Secundario                                         |
| 2017 | Butterfly Lovers         | Tao Mo                | Invitado (mismo papel de Love is More Than a Word) |

### Películas
| Año  | Título        | Papel        | Notas     |
| ---- | ------------- | ------------ | --------- |
| 2018 | Born in Limbo | Liu Zong-bao | Principal |